# ماتیکی
ماتیجی (به لاتین: Matejki) یک روستا در لهستان است که در گمینا ستردنگ واقع شده‌است.